# アラジン ジャファーの逆襲
『アラジン ジャファーの逆襲』（アラジン ジャファーのぎゃくしゅう、原題：The Return of Jafar）は、1994年にアメリカで発売し、翌年の1995年4月21日に日本で発売されたディズニーのビデオ作品。約70分。『アラジン』の続編作品。前作、ジャファーの手下だったイアーゴが仲間になることで『アラジンの大冒険』のプロローグにもなる。前者と本作を『アラジン完結編 盗賊王の伝説』と合わせて「アラジン三部作」として扱われる。2005年のDVD化の際に原題が『Aladdin The Return of Jafar』に変更された。
日本でのセルビデオ出荷本数は105万本。

## ストーリー
前作のラストでアグラバーを乗っ取りランプの魔人の力を手に入れたジャファーだったが、相棒のイアーゴと共にランプに封印されて砂漠の果てまで飛ばされていった。イアーゴはランプからどうにか抜け出すが、ジャファーの横柄な態度に嫌気が差してランプを井戸に捨て、アラジンに取り入って再び王宮暮らしに戻るためアグラバーに向かう。
アグラバーに着いたイアーゴは、アビス・マルら盗賊団に襲われていたアラジンを偶然救ったことで、そのことに感謝したアラジンと共に王宮に戻る。その日の夜、アラジンはジャスミンとサルタン、世界旅行から戻ったジーニーと一緒に夕食を楽しんでいたが、イアーゴのことを中々言い出せずにいた。そこに、ラジャーに追われたイアーゴが乱入し大騒ぎになる。サルタンとジャスミンは、アラジンが自分たちに黙ってイアーゴを王宮に入れたことに怒ってしまう。落ち込むアラジンだったが、ジーニーとイアーゴの協力を得てジャスミンと仲直りし、翌日にはサルタンと仲直りのために遠出することになる。イアーゴもアラジンの人の良さやジーニーの底知れぬ明るさにあきれながらも、「いいヤツになるのも悪くない」と彼らと生活する中で心境が変わり始めていく。
一方、砂漠の井戸の中からランプを見つけたアビス・マルは、ジャファーを呼び出してしまう。ジャファーはアラジンに復讐するため、アビス・マルを丸め込みアグラバーに向かう。ジャファーは王宮でくつろいでいたイアーゴを見つけ、アラジンとサルタンをおびき出すように命令する。イアーゴはジャファーに逆らうことができず、結果的にアラジンを裏切る。それと同時に、ジャファーは復讐の邪魔になるジーニーを捕まえ水晶の中に閉じ込めてしまう。
イアーゴに案内された場所に向かったアラジンとサルタンは、そこで空飛ぶ馬に乗るアビス・マルに襲われ滝つぼに落ちてしまう。サルタンとはぐれたアラジンは一人で王宮に戻るが、アラジンの部屋から八つ裂きにされたサルタンのターバンが見付かり、ジャスミンは「アラジンが父親を殺した」として彼を逮捕し処刑を命令する。しかし、ジャスミンの正体はジャファーの変装であり、本物のジャスミンやサルタンはジャファーによって監禁されていた。
翌日。アラジンはジャファーによって処刑されようとするが、裏切ったことに罪悪感を感じていたイアーゴによって水晶から解放されたジーニーに助けられる。アラジンはイアーゴと和解し、ジャスミンたちと共にジャファーのランプを破壊しようとする。一方、ジャファーは再びアグラバーの支配者になろうとするが、アビス・マルに「三つの願いを叶えろ」とせがまれウンザリしていた。そこにアラジンたちが現れ、ランプの奪い合いが始まる。ジャファーは魔人の姿に変身しアラジンたちを殺そうとするが、「人殺しは出来ない」というランプの制約に縛られ止めを刺せないため、彼が乗る岩を破壊し、溶岩に落とそうとする。ピンチに駆けつけたイアーゴがランプを溶岩に落とし、溶かしたため、ジャファーはランプごと消滅する。ジャファーを倒したアラジンたちはイアーゴを仲間に迎え、再び平和な暮らしに戻る。

## 登場キャラクター
アラジン
本作の主人公。アグラバーで暮らす青年。ジャスミンと婚約し、サルタンからはジャファーに変わる国務大臣になるように頼まれているが、本人はそれを拒み、街での生活を続けている。かつてジャファーに加担して悪事を働いたイアーゴを見つけ、下心見え見えの演技をする彼を捕らえようとしたが、盗賊団退治に協力したことで王宮に招き入れる。それを言い出せず隠していたためジーニーとアブー以外からは一時的に不信感をもたれていたが、イアーゴの機転で和解し、ジャファーを消滅させる。
ジャスミン
本作のヒロイン。美しく聡明なアグラバーの王女。サルタンの一人娘でアラジンの婚約者でもある。
嘘や隠し事を嫌う誠実な人柄で、当初はジャファーの共犯者だったイアーゴのことをよく思っておらず、自分に無断でイアーゴを匿ったことでアラジンと仲違いしてしまう。しかしイアーゴの機転で真相を知り、物語終盤に彼が命がけでジーニーを解放したこともあって認めるようになる。
エピローグではサルタンによる国務大臣就任を辞退したアラジンに同調し、世界を回り見聞を深めようとする旅に同行を申し出る
ジーニー
アラジンの友人のランプの精。ランプの制約から解放され自由の身になったが、そのため以前より魔力が落ちておりランプの魔人となったジャファーに圧倒される。世界旅行に出かけていたが、一人ぼっちの旅に虚しさを感じ、アラジンのもとへ戻ってきた。食事会の際、イアーゴが起こした悪事を話した結果、溝を作ってしまうがイアーゴと共協力し、和解させることに成功した。
魔法の絨毯
アラジンの仲間。空を飛んで移動することができる。終盤ではジャファーの魔法でバラバラになるもジャファーが消滅した後、復活した。
アブー
アラジンの相棒のサル。かつてのこともあり、イアーゴを最も警戒していたが、彼がアラジンに協力したことで次第に信頼するようになる。『アラジンの大冒険』ではなんだかんだで一緒に行動しており、次回作、彼から別れを告げられた際、悲しんだらしい。
イアーゴ
本作のもう1人の主人公とも言える、ジャファーの相棒だったオウム。流暢に人間の言葉を話す事ができる。前作でランプに封印され辛くも脱出したが、ジャファーの態度に腹を立て決別。宮殿暮らしに戻りたいがために催眠術に操られていたと見え見えの嘘を吐き、アラジンを利用しようとしたが、結果的に助けたことで王宮から追い出されそうになった際、彼がかばってくれたことに恩を感じ、自分が原因で不仲になった周囲をジーニーとの協力で仲裁に成功。信頼を取り戻す。その後アビス・マルによって復活したジャファーに弱みを握られやむなく従うも、彼がアラジンを始末しようとしている隙にジーニーを救ったことで和解し、ジャファーを倒すために協力する。エピローグではその功績が認められ、正式に仲間に加わる。
ジャファー
アグラバーの乗っ取りを企んだ元国務大臣。ランプの魔人となったため、自由になったジーニー以上の強大な魔力を持つ。自分の野望を妨害したアラジンを憎んでおり、復讐のために暗躍。アビス・マルに自由にしてもらうとするが失敗に終わり、執念でアラジンを殺そうとするもイアーゴの妨害で消滅した。
サルタン
アグラバー国王にして、ジャスミンの父親。誠実でアグラバーの危機を救ったアラジンを気に入っている。一方でジャファーの手下だったイアーゴを「裏切り者」と呼んで快く思っていない（本人曰く「無理やり食わされたクラッカーの味が忘れられない」ため）。以降の作品でも彼を毛嫌いしている。
アビス・マル
盗賊団を率いるリーダーだが人望はなく、部下からの信頼も皆無である。ジャファーも呆れてしまうほどケチで、金銀財宝に目がない。ジャファーとは「打倒アラジン」の利害一致から共闘するが最後の願いで自分を自由にするよう願わされた時も「宝が消える気がする」と躊躇ったため、結果的にジャファーを消滅させることになった。その後『アラジンの大冒険』でも登場する。

## 声の出演
| 役名             | 原語版声優                 | 日本語吹き替え                              |
| ---------------- | -------------------------- | ------------------------------------------- |
| アラジン         | スコット・ウェインガー     | 羽賀研二（1995年版） 三木眞一郎（2008年版） |
| アラジン         | 歌: ブラッド・ケイン       | 歌：石井一孝                                |
| ジャスミン       | リンダ・ラーキン           | 麻生かほ里                                  |
| ジャスミン       | 歌: リズ・キャラウェイ     | 麻生かほ里                                  |
| サルタン         | ヴァル・ベッティン         | あずさ欣平                                  |
| ジーニー         | ダン・カステラネタ         | 山寺宏一                                    |
| イアーゴ         | ギルバート・ゴットフリード | 神谷明                                      |
| ジャファー       | ジョナサン・フリーマン     | 宝田明                                      |
| アブー           | フランク・ウェルカー       | 原語版流用                                  |
| ラジャー         | フランク・ウェルカー       | 原語版流用                                  |
| アビス・マル     | ジェイソン・アレクサンダー | 安原義人                                    |
| 衛兵隊長ラズール | ジム・カミングス           | 屋良有作                                    |
| ファザール       |                            | 八代駿                                      |
| 宝石屋           |                            | 八代駿                                      |
| ハモール         |                            | 安西正弘                                    |
| メロン屋         |                            | 安西正弘                                    |
| タマゴ屋         |                            | 林一夫                                      |
| 盗賊             | ジェフ・ベネット           | 安西正弘 山下啓介 八代駿 林一夫 屋良有作    |
| その他           |                            | 杉村理加 江崎玲菜                           |

※2008年以降に発売の映像ソフト及びオンデマンド配信では、2007年に羽賀研二が詐欺の容疑で逮捕されたことに伴い、アラジンの台詞パートは三木眞一郎に差し替えられている。

## スタッフ
- 製作/監督：タッド・ストーンズ、アラン・ザスラブ
- 監督：トビー・シェルトン
- 音楽：マーク・ワターズ

## 日本語制作
- 翻訳/訳詞：いずみつかさ
- 演出：松岡裕紀
- 録音/調整：上村利秋
- 録音制作：スタジオ・エコー
- 日本語製作：DISNEY CHARACTER VOICES INTERNATIONAL,INC.

## 挿入歌
- アラビアン・ナイト（Arabian Nights）歌：三浦慎也
- 助けはいらない（I'm Looking Out For Me）歌：神谷明
- 友達に勝るものはない！（Nothing In The World（Quite Like A Friend））歌：山寺宏一、石井一孝、麻生かほ里
- 恋など忘れて（Forget About Love）歌：神谷明、麻生かほ里、石井一孝
- 劣れる者よ（You're Only Second Rate）歌：宝田明

## ビデオ版とDVD版の相違点
タイトルの文字がビデオ版ではスクリプトだったのに対し、DVD版では子供が読みやすい大きな書体に変更された。また、終盤のジャファーの死亡シーンもDVD版で変更された。ランプが溶岩で溶け、苦しむジャファーの骨格が透けてみえる部分も子供が怖がるという理由でDVD版の一部のシーンのみ身体が光るだけの控えめなものになった。

## その他の話題
PlayStation 2用ソフト『キングダム ハーツII』のアラジンのワールド「アグラバー」のシナリオは、本作をモチーフとしている。